# Walter Evans Edge
Walter Evans Edge (Philadelphia, 1873. november 20. – Manhattan, 1956. október 29.) az Amerikai Egyesült Államok szenátora (New Jersey, 1919–1929).